# Тадо Чав
Тадо Чав (*д/н — 1614) — 20-й володар держави Ланна у 1614 році.

## Життєпис
Походив з Першої династії Таунгу. Син Мін'є Дейбба, володаря Ланни. Відомостей про нього обмаль. 1614 року після смерті батька спадкував владу. Вирішив скористатися складнощами Анаукпетлун, володаря імперії Таунгу, оголосивши про незалежність. Зумів відбити перший наступ останнього, але зрештою зазнав поразки й був повалений. Після нетривалої окупації Ланни Анаукпетлун призначив полководця Суксай Чайсонгхрама новим правителем Ланни. той прийняв тронне ім'я Сі Сонгмуанг.